# Diócesis de Maximiana en Numidia
La Sede titular de Maximiana en Numidia es una diócesis titular católica.

## Historia
Maximiana en Numidia, lugar que tal vez podría identificarse con las ruinas de Mexmeia en Argelia, es una antigua sede episcopal de la provincia romana de Numidia. Fue erigida de nuevo en 1925 como sede titular.
De la época antigua tan solo se sabe de dos obispos, uno de los cuales fue Columbus, al que el papa san Gregorio Magno le escribió ocho cartas.

## Episcopolio

### Diocesanos
- Donato  (mencionado en 484);
- Colombo (siglo VII).

### Titulares
- Gustave-Joseph Deswazières, (18 de febrero de 1928 - 11 de abril de 1946, nombrado obispo Beihai);
- Enrique María Dubuc Moreno (17 de noviembre de 1947 - 22 de junio de 1962, falleció);
- Ramón Munita Eyzaguirre (23 de abril de 1963 - 22 de diciembre de 1970, dimitió);
- Joseph Jean Marie Rozier (10 de mayo de 1971 - 5 de julio de 1975, nombrado obispo de Poitiers);
- Emilio Benavent Escuín (25 de mayo de 1977 - 7 de marzo de 19987 marzo 1998 dimitió);
- Joseph Mugenyi Sabiiti, (desde 2 de enero de 1999).